# أوسيبي (نيوهامشير)
أوسيبي (بالإنجليزية: Ossipee, New Hampshire)‏ هي بلدة أمريكية تقع في الولايات المتحدة في Carroll County. يقدر عدد سكانها بـ 4,345 نسمة ومساحتها 195.7 كم2 ووترتفع عن سطح البحر 208 متر.